# Tomopterna cryptotis
Tomopterna cryptotis är en groddjursart som först beskrevs av George Albert Boulenger 1907.  Tomopterna cryptotis ingår i släktet Tomopterna och familjen Pyxicephalidae. IUCN kategoriserar arten globalt som livskraftig. Inga underarter finns listade i Catalogue of Life.